# Haruki Oshima
Haruki Oshima (japanisch 大嶋 春樹 Oshima Haruki; * 11. Juli 2000 in der Präfektur Hyōgo) ist ein japanischer Fußballspieler.

## Karriere
Haruki Oshima erlernte das Fußballspielen in der Schulmannschaft der Kobe Koryo High School sowie in der Universitätsmannschaft der Chukyo University. Seinen ersten Vertrag unterschrieb er am 1. Februar 2023 beim YSCC Yokohama. Der Verein aus Yokohama, einer Stadt in der Präfektur Kanagawa, spielte in der dritten japanischen Liga. Sein Drittligadebüt gab Haruki Oshima am 5. März 2023 (1. Spieltag) im Heimspiel gegen Kataller Toyama. Bei der 1:2-Heimniederlage stand er in der Startelf und spielte die kompletten 90 Minuten.